# آنتی-یوسی نیمی
آنتی-یوسی نیمی (فنلاندی: Antti-Jussi Niemi؛ زادهٔ ۲۲ سپتامبر ۱۹۷۷) بازیکن هاکی روی یخ اهل فنلاند بود.
از باشگاه‌هایی که در آن بازی کرده‌است می‌توان به آناهایم داکس اشاره کرد.